# Animaná
Animaná est une localité argentine située dans la province de Salta et dans le département de San Carlos.

## Géographie
La localité est située sur la route nationale 40, au sud de San Carlos, en direction de Cafayate. Elle est située dans la vallée de Calchaquí, où la vigne est cultivée. Sur son territoire se trouve l'une des caves les plus traditionnelles dont les origines remontent à plus de soixante-dix ans : la Bodeguita Don Andrés, dont la production et l'élaboration de son vin sont totalement artisanales. 
Animaná signifie « lieu du ciel » en langue kakana.
Son climat est aride et sec ; elle est située à 1 695 mètres d'altitude, à 200 kilomètres de Salta et à 15 kilomètres au nord de Cafayate, le long de la route nationale 40.

## Économie
L'économie de la région tourne principalement autour de son industrie vinicole, qui s'exprime dans les vignobles environnants et ses petits établissements vinicoles. Le tissage et la poterie sont également des manifestations de l'artisanat qui se distingue à Animaná.

## Population
Elle compte plus de 1 622 habitants (Indec, 2010).

## Tourisme
Animaná fait partie du circuit touristique de la route nationale 40. À Animaná, le voyageur a la possibilité de faire des randonnées et des promenades à cheval dans les fermes. La chose la plus recommandable pour le visiteur est de faire une visite avec un guide expert, qui, en plus de connaître le chemin, saura vous montrer toutes les attractions de cette ville. C'est, sans aucun doute, la ville la plus importante de la vallée de Calchaquí.

## Sismicité
La sismicité de la province de Salta est fréquente et de faible intensité, avec un silence sismique de séismes moyens à graves tous les 40 ans,.
- Zone de sismicité moyenne avec 6,1 sur l'échelle de Richter, il y a 12 ans, un autre choc il y a 73 ans avec 7,0 sur l'échelle de Richter.